# Marek Solarczyk

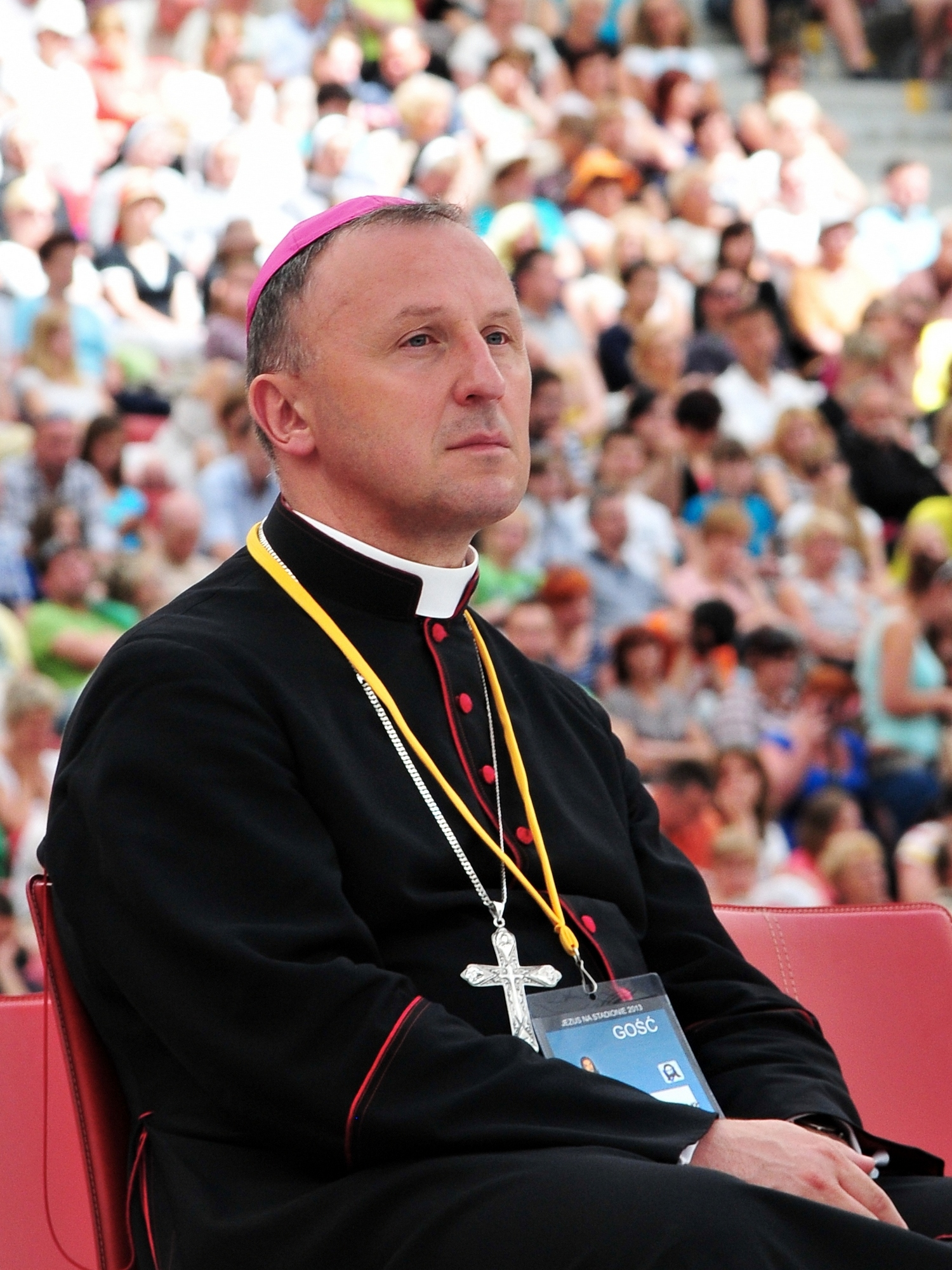
Marek Solarczyk (2013)

Marek Solarczyk (* 13. April 1967 in Wołomin) ist ein polnischer Geistlicher und römisch-katholischer Bischof von Radom.

## Leben
Der Sohn von Henryk und Marianna Solarczyk beschte die Grundschule in Duczki bei Wołomin und dann das Technikum in Warschau. Nach dem Abitur 1986 trat er in das Priesterseminar in Warschau ein. Der Bischof von Warschau-Praga, Kazimierz Romaniuk, spendete ihm am 28. Mai 1992 die Priesterweihe. Es war der erste Weihejahrgang in der neuen Diözese, in deren Klerus Solarczyk inkardiniert wurde. Von 1993 bis 2003 war er Domvikar an der Kathedrale St. Michael und St. Florian in Warschau-Praga. Im Jahr 1999 promovierte er in Theologie an der Päpstlichen Theologischen Fakultät in Warschau.
Am 22. Juni 2005 ernannte ihn Bischof Sławoj Leszek Głódź zum Subregens des Priesterseminars. Im Dezember 2006 wurde er Domkapitular und am 26. Juni 2009 Dompfarrer.
Papst Benedikt XVI. ernannte ihn am 8. Oktober 2011 zum Weihbischof in Warschau-Praga und zum Titularbischof von Hólar. Die Bischofsweihe spendete ihm Erzbischof Henryk Hoser am 19. November desselben Jahres; Mitkonsekratoren waren der emeritierte Bischof von Warschau-Praga, Kazimierz Romaniuk und der Erzbischof von Danzig, Sławoj Leszek Głódź. Als Wahlspruch wählte er Omnia possibilia credenti.
Am 4. Januar 2021 ernannte ihn Papst Franziskus zum Bischof von Radom. Die Amtseinführung erfolgte am 8. Januar desselben Jahres.